# Никто не знает ничего (фильм, 1947)
«Никто не знает ничего» (чеш. Nikdo nic neví) — чехословацкая чёрно-белая кинокомедия, снятая режиссёром Йозефом Махом в 1947 году.

## Сюжет
Действие фильма происходит во время Второй мировой войны. Инженер Карел Буреш бежит за границу из оккупированной Праги. Его невесту, Веру, шантажирует эсэсовец Фриц Хейнеке. Между ними происходит небольшая потасовка, в результате которой Фриц падает и, ударившись головой, теряет сознание. Двое соседей Веры, водитель трамвая Мартин и трамвайный кондуктор Пётр, хотят помочь девушке, и поскольку они думают, что Фриц мёртв, то решают избавиться от его тела. И пока Вера отправляется в гостиницу, где жил Фриц, чтобы забрать написанный им донос, Мартин и Пётр кладут тело эсэсовца в большую корзину и возят по городу, несколько раз безуспешно пытаясь от него избавиться. Положение осложняется, когда «мёртвый» Фриц приходит в сознание.

## В ролях
- Ярослав Марван — Мартин Плехаты, водитель трамвая
- Франтишек Филиповский — Пётр Новы, трамвайный кондуктор
- Эдуард Линкерс — Фриц Хейнеке, эсэсовец
- Яна Дитетова — Вера Будинова
- Станислав Нейман — Скоула, контрабасист
- Ота Мотычка — швейцар отеля Avion
- Йозеф Пехр — сотрудник отеля Avion
- Роберт Врхота — Карел Буреш, инженер, жених Веры
- Иржи Совак — гостиничный детектив
- Йозеф Кемр – работник госконтроля
- Карел Эффа — эпизод[2]

## Производство
Сценарий фильма написали Йозеф Мах и Яромир Плескот по сюжету, разработанному совместно Яном Шмидтом и режиссёром Владимиром Неффом под псевдонимом Петр Недома.

## Восприятие
Фильм вышел в прокат в Польше, где пользовался большим успехом. Именно благодаря фильму «Никто не знает ничего» в польском языке появилась и закрепилась идиома «чешский фильм» (пол. czeski film), как обозначение абсурдной или загадочной и интригующей ситуации, когда ничего не понятно.